# 板倉ゴルフ場
板倉ゴルフ場（いたくらゴルフじょう）は、群馬県邑楽郡板倉町大字板倉に位置する、谷田川の河川敷を利用した群馬県営のゴルフ場である。
2006年（平成18年）4月1日から、群馬県における指定管理者制度の導入に伴い、東急リゾーツ&ステイに運営が委託されている。

## 概要
- 所在地　群馬県邑楽郡板倉町板倉777
- 開設　1984年（昭和59年）10月21日
- コース　18ホール　6,478ヤード　パー72

## アクセス
- 東北自動車道館林ICより国道354号経由で5分
- 東武日光線板倉東洋大前駅より車で5分